# Caprices of Fortune
Caprices of Fortune è un cortometraggio muto del 1912 diretto da Étienne Arnaud. Prodotto dall'Eclair American, il film era interpretato da Lamar Johnstone, Clara Goodstadt, Barbara Tennant.

## Trama
Will Steadman, giovanotto di belle speranze ma di scarsi mezzi, è innamorato della cugina Bertha, ma la zia gli dice che lui non fa per lei. Will cerca di capire se la zia gli potrà concedere la mano di Bertha se lui farà fortuna: la zia nicchia, ma lui parte pieno di speranze. Will comincia dalla Pennsylvania, ma l'unica cosa emozionante che accade nella cittadina in cui arriva, è proprio la sua venuta. Incontra poi un affabile sconosciuto che riesce a mettere le mani fin sul suo ultimo centesimo, lasciandolo completamente a secco.  Lascia la terra dell'acciaio verso altri lidi. Viaggia verso ovest, incontrando un vecchio cercatore d'oro fuori di testa che lo illude con racconti senza costrutto. Giunge fino in Messico, dove diventa cowboy e vive molte avventure. Un giorno gli arriva una lettera: è di Clara, una cameriera innamorata di lui che, quando se n'è andato, si era introdotta nella sua stanza per rivivere lì dentro, tra le sue cose, un po' del suo sogno di innamorata. La ragazza aveva così trovato un vecchio biglietto della lotteria e ora gli annuncia che lui ha vinto e ora è ricco. Will pensa subito a Bertha, e torna a casa di corsa, ansioso di ottenere finalmente la benedizione della zia. Ma la cugina si è sposata già con un altro. Clara viene a portargli la sua fortuna e, non potendo dominarsi, scoppia in lacrime. Un velo si toglie davanti agli occhi di Will che capisce che la sua fortuna è quella: prende tra le braccia la piccola Clara e non c'è più niente da dire, mentre Cupido e la dea Fortuna li lasciano soli e continuano nel mondo il loro eterno lavoro.

## Produzione
Prodotto dalla Eclair American.

## Distribuzione
Il film - un cortometraggio in due bobine - uscì nelle sale cinematografiche degli Stati Uniti il 17 ottobre 1912, distribuito dall'Universal Film Manufacturing Company. Ne venne fatta una riedizione che uscì sul mercato il 14 luglio 1916 con il titolo The Temple of Mammon.